# Heterolepidoderma foliatum
Heterolepidoderma foliatum är en djurart som tillhör fylumet bukhårsdjur, och som beskrevs av Jeanne Renaud-Mornant 1967. Heterolepidoderma foliatum ingår i släktet Heterolepidoderma och familjen Chaetonotidae. Inga underarter finns listade i Catalogue of Life.